# Chromolaena tequandamensis
Chromolaena tequandamensis là một loài thực vật có hoa trong họ Cúc. Loài này được (Hieron.) R.M.King & H.Rob. mô tả khoa học đầu tiên.

## Tên gọi khác
- Chromolaena tequandamensis
- Tequandam Chromolaena
- Tequandam's Chromolaena

## Phân bổ
Chromolaena tequandamensis (còn được gọi là Chromolaena) là một loại cây thân thảo sống một năm có nguồn gốc từ Trung Mỹ. 
Ta có thể được tìm thấy loài cây này ở ven đường, đồng ruộng hay trong các khu rừng mưa nhiệt đới ở Trung và Nam Mỹ. 

## Công dụng
Chromolaena tequandamensis được sử dụng làm cây thuốc để điều trị các bệnh khác nhau như sốt, nhức đầu và đau dạ dày. Nó cũng được sử dụng làm thuốc nhuộm vải và làm cây cảnh.

## Hoa, hạt giống và cây con
Hoa của loài này có một bông hoa giống hoa cúc màu vàng cam với tâm màu vàng hoặc màu trắng. Hạt là một quả hạch nhỏ, màu nâu sẫm. Cây con nhỏ, hình bầu dục và có màu xanh đậm.

## Trồng trọt và nhân giống
Chromolaena tequandamensis là một loại được nhân giống tốt nhất bằng cách chia cành vào mùa xuân hoặc mùa thu. Nó thích ở nơi đầy nắng trong đất thoát nước tốt. Nó có thể được nhân giống từ hạt giống, nhưng cách này khá chậm. Ta cũng có thể nhân giống bằng cách giâm cành vào cuối mùa hè.